# Élections américaines de la Chambre des représentants de 1912
 (octobre 2024).
Si vous disposez d'ouvrages ou d'articles de référence ou si vous connaissez des sites web de qualité traitant du thème abordé ici, merci de compléter l'article en donnant les références utiles à sa vérifiabilité et en les liant à la section « Notes et références ».
En 1912, les élections de la Chambre des représentants des États-Unis ont eu lieu le 5 novembre, en même temps que l'élection présidentielle (qui a vu la victoire du démocrate Woodrow Wilson) et les élections sénatoriales américaines. Toutefois, en ce qui concerne le Maine et le Vermont, ces élections se sont tenues au mois de septembre de la même année. 
La totalité des 435 sièges était en jeu. Le Parti démocrate a gagné soixante-deux sièges supplémentaires par rapport à 1910, renforçant sa majorité à la Chambre. La victoire de Wilson et des démocrates est en partie due à la division du Parti républicain en factions conservatrices et progressistes. Si de nombreux progressistes restent membres du Parti républicain, d'autres rejoignent le nouveau Parti progressiste. Les démocrates ont ainsi fait passer un message d'unité, leur permettant de se présenter comme étant au-dessus des querelles et de la corruption qui étaient devenues associées aux querelles internes des républicains.